# Teorema de representació de Riesz
Existeixen diversos teoremes dins de l'anàlisi funcional coneguts com el Teorema de representació de Riesz.

## El teorema de representació d'espais de Hilbert
Aquest teorema estableix una connexió important entre un espai de Hilbert i el seu espai dual: si el cos de la base són els nombres reals, els dos son isomètricament isomorfs; si el cos de la base son nombres complexos, els dos son isomètricament anti-isomorfs.
Sigui {\displaystyle H} un espaci de Hilbert, i {\displaystyle H'} el seu espai dual, consistent en el conjunt de totes les funcions lineals contínues d'{\displaystyle H} en el cos base R o C. Si x és un element d'{\displaystyle H}, llavors φx està definit per
{\displaystyle \phi _{x}(y)=\langle y,x\rangle \quad \forall y\in H}
és un element d'{\displaystyle H'}. On {\displaystyle \langle \cdot ,\cdot \rangle } és un producte intern d'{\displaystyle H}. El teorema de representació de Riesz estableix que cada element d'{\displaystyle H'} pot ser inscrit unívocament d'aquesta forma:
 Teorema. La funció
{\displaystyle \Phi :H\rightarrow H',\quad \Phi (x)=\phi _{x}}
és un (anti-) isomorfisme isomètric, significant que: 
- Φ és bijectiu.
- Les normes d'x i de Φ(x) coincideixen: ||x|| = ||Φ(x)||.
- Φ és additiu: Φ(x1 + x₂) = Φ(x1) + Φ(x₂).
- Si el cos base es R, llavors Φ(λ x) = λ Φ(x) per tot nombre real λ.
- Si el cos base es C, llavors Φ(λ x) = λ* Φ(x) per tot nombre λ complex, on λ* denota la conjugació complexa d'λ. La funció inversa de Φ pot ser descrita com segueix:

Donat un element φ d'{\displaystyle H'}, el complement ortogonal del nucli de φ és un subespai unidimensional d'{\displaystyle H}. S'agafa un element diferent de zero z al subespai, i el conjunt {\displaystyle x={\overline {\varphi (z)}}\cdot z/{\left\Vert z\right\Vert }^{2}}. Llavors {\displaystyle {\displaystyle \Phi (x)}={\displaystyle \varphi }}. El teorema fou provat simultàniament per F. Riesz i M. Fréchet al 1907.
En el tractament matemàtic de la mecànica quàntica, el teorema és la justificació per la notació bra-ket. El teorema mostra que cada bra {\displaystyle \langle \psi |} té un ket {\displaystyle |\psi \rangle } corresponent i la correspondència és única.